# Li Meiju
Li Meiju (chiń. 李梅菊; pinyin Lǐ Méijú; ur. 23 stycznia 1981 w Hebei) – chińska kulomiotka.
Srebrna medalistka mistrzostw świata juniorów w Santiago. W 2002 roku na igrzyskach azjatyckich w Pusan zdobyła swój pierwszy złoty medal na międzynarodowej imprezie, rok później na mistrzostwach Azji również zdobyła złoty medal. Uczestniczyła w igrzyskach olimpijskich w Atenach, na których zajęła w finale 8. miejsce. W 2005 roku w Izmirze zdobyła srebro uniwersjady, a także zdobyła mistrzostwo Azji. W 2006 roku zdobyła srebro na igrzyskach azjatyckich w Dosze. Na mistrzostwach świata w lekkoatletyce 2007 zajęła 6. miejsce. Podczas konkursu pchnięcia kulą na igrzyskach olimpijskich w Pekinie (2008) Meiju zajęła 2. miejsce w kwalifikacjach ustanawiając nowy rekord życiowy - 19,18 m, jednak w finale nie uzyskała już tak wartościowego rezultatu i zajęła 6. lokatę.

## Osiągnięcia

### Halowe mistrzostwa świata
| Mistrzostwa świata | Miasto   | Data         | Konkurencja    | Wynik   | Miejsce    |
| ------------------ | -------- | ------------ | -------------- | ------- | ---------- |
| Walencja 2008      | Walencja | 9 marca 2008 | Pchnięcie kulą | 19,09 m | 3. miejsce |

## Rekordy życiowe
- pchnięcie kulą – 19,38 (2009)
- pchnięcie kulą (hala) – 19,09 (2008)